# 新日本製薬
新日本製薬株式会社（しんにほんせいやく）は、福岡県福岡市中央区に本社を置く、化粧品、健康食品、医薬品の企画及び通信販売、店舗販売、卸売販売を行う会社。

## 概要
自社商品は、化粧品「パーフェクトワンブランド」を中心に通信販売、全国の直営店での販売、流通チャネルでの販売を行っている。

## 主な商品

### 化粧品
- パーフェクトワン モイスチャージェル
- パーフェクトワン スーパーモイスチャージェル
- パーフェクトワン 薬用ホワイトニングジェル
- パーフェクトワン リフティングジェル
- パーフェクトワン クレンジングリキッド
- パーフェクトワン CCクリーム

### 健康食品
- 朝イチスッキリ!青汁サラダプラス
- ロコアタックEX
- ルティンアイベリー

### 医薬品
- ヨクイニン錠SH
- システィーホワイトプラス＋
- 芍薬甘草湯エキス[細粒]SH

## 沿革
- 1992年：新日本製薬（株）設立。
- 1994年：健康食品の通信販売開始
- 1996年：福岡県大野城市に本社ビル開設。
- 2000年：基礎化粧品の通信販売開始。
- 2001年：テレビ通販開始。
- 2002年：福岡県福岡市中央区赤坂に本社ビル移転。
- 2003年：福岡県博多区吉塚に物流センター開設。医薬品事業開始。
- 2006年：「ラフィネパーフェクトワンシリーズ」販売開始。
- 2010年：福岡県福岡市中央区大手門に本社ビル移転。福岡パルコに初の直営1号店出店。
- 2014年：「パーフェクトワンブランド」誕生、直営店舗名も「パーフェクトワン」へ変更
- 2015年：パーフェクトワンオールインワンジェルシリーズがオールインワンジェル市場での売上日本一[3]を獲得。パーフェクトワン オールインワンジェルシリーズが累計販売個数3,000万個達成。
- 2016年：パーフェクトワンモイスチャージェルが日本一売れている[4]を獲得。パーフェクトワン オールインワンジェルシリーズが累計販売個数3,500万個達成。
- 2017年：パーフェクトワン オールインワンジェルシリーズが累計販売個数４,000万個達成。
- 2018年：パーフェクトワン オールインワンジェルシリーズが累計販売個数４,500万個達成。
- 2019年：パーフェクトワン オールインワンジェルシリーズが累計販売個数 5,000万個達成。東京証券取引所マザーズ市場へ上場。
- 2020年：東京証券取引所第1部へ市場変更。

## 国内拠点
- 東京オフィス（東京千代田区）
- 物流センター（福岡県福岡市）
- 吉塚オフィス（福岡県福岡市）

## 直営店舗
- 札幌三越店（北海道札幌市）　2023年3月31日（金）閉店
- 仙台パルコ店（宮城県仙台市）　2023年3月26日（日）閉店
- そごう横浜店（神奈川県横浜市）　2023年2月28日（火）閉店
- 阪神百貨店梅田本店（大阪府大阪市）　2023年3月12日（日）閉店
- そごう広島店（広島県広島市）　2023年3月31日（金）閉店
- 井筒屋小倉店（福岡県北九州市）　2023年3月26日（日）閉店
- 福岡パルコ店（福岡県福岡市）　2023年2月12日（日）閉店
- マルヤガーデンズ店（鹿児島県鹿児島市）　2023年2月26日（日）閉店

## CSR活動
福岡ソフトバンクホークスやアビスパ福岡、ライジングゼファーフクオカといった地元福岡のスポーツチームスポンサー。以前は中西拓郎(陸上競技)のスポンサーでもあった。
スポーツチーム以外にも、博多どんたく港まつり、ふくこいアジア祭り、福岡マラソンといった福岡でのイベント各種の協賛やカンボジアの小学校設立・運営支援、飲酒運転撲滅の推進活動などを行っている。